# Benedykt de Caché
Benedict de Caché (ur. najprawdopodobniej 1740 roku) – austriacki dyplomata.

## Życiorys
Nie jest dokładnie znany czas jego urodzin. Jego przodkami byli hugenoci, emigranci z Francji, po tym ja w 1685 roku Ludwik XIV odwołał edykt nantejski. Karierę w dyplomacji rozpoczął jako pracownik poselstwa austriackiego w Szwecji w latach 1764–1782.
Pełnił funkcję austriackiego Chargé d’affaires w Rzeczypospolitej od maja 1782 do lipca 1794 roku. Był negatywnie nastawiony do reform Sejmu Czteroletniego.
W lipcu 1794 w czasie insurekcji kościuszkowskiej, postanowił opuścić swą misję dyplomatyczną, rozgłaszając, ze wyjeżdża jedynie do Karlsbadu dla podreperowania zdrowia. Do Polski powrócił dopiero w 1808 roku. Zanim do niej powrócił był komisarzem komisji likwidacji długów. W 1808 osiedlił się w Warszawie, będąc faktycznie agentem austriackim.